# Гийом (наследный великий герцог Люксембурга)
Гийом (Вильгельм), наследный великий герцог Люксембурга (люкс. Guillaume Jean Joseph Marie; род. 11 ноября 1981) — первый ребёнок великого герцога Люксембургского Анри и Марии-Терезы Местре. Наследник трона Люксембурга со дня восшествия на престол своего отца в 2000 году. Его официальные титулы — наследный великий Герцог, принц Нассау, принц Пармский. Регулярно выполняет представительские функции от имени своих родителей в зарубежных поездках. С октября 2024 регент великого герцогства Люксембург. Ожидается что он вступит на престол 3 октября 2025 года, после отречения отца великого герцога Анри, под именем Гийом.

## Биография
Начальное образование получил в школе Lorentzweiler. Затем он учился в лицее Роберта Шумана и продолжил своё обучение в колледже Alpin Beausoleil в Швейцарии, где он получил степень бакалавра в 2001 году.
18 декабря 2000 года был назначен Наследственным великим герцогом.
С сентября 2001 года по август 2002 года проходил подготовку в Королевской военной академии в Сандхёрсте в Великобритании.
В 2001 году назначен почётным президентом Совета экономического развития. В этом качестве посетил Южную Корею, Италию, Россию, Канаду и Соединенные Штаты Америки. В качестве председателя совета в 2005 году вместе с Великим герцогом и Великой герцогиней посетил Словакию с государственным визитом.
С 24 июня 2005 год — член Государственного совета Великого герцогства Люксембург.
В 2006 году, на 25-летие Гийома, в Люксембурге выпущена памятная монета 2 евро, на которой выгравированы портреты действующего монарха великого герцога Анри и принца Гийома.
В июне 2009 года окончил с отличием факультет языков, филологии и гуманитарных наук Университета Анже (Франция) по специальности «Политология».
С 8 октября 2024 лейтенант-представитель (регент) великого герцогства Люксембург.
Он также является членом правления Фонда Великого герцога и Великой герцогини, который направлен на содействие интеграции в общество лиц с особыми потребностями и поддержке конкретных проектов в наименее развитых странах.
Будучи убежден в необходимости разработки новых экономических моделей, проявляет особый интерес к концепции «Социального бизнеса».
Родной язык — люксембургский. Свободно говорит на французском, английском, немецком и испанском языках.

## Военная служба
С декабря 2002 года, в чине майора, начал службу в Вооружённых Силах Люксембурга.
С 23 июня 2012 года — подполковник люксембургской армии.

## Личная жизнь
26 апреля 2012 года, было объявлено о помолвке наследного великого герцога Люксембурга Гийома и графини Стефании де Ланнуа.
19 октября 2012 года в городской ратуше Люксембурга состоялась их свадьба.
10 мая 2020 года у них родился сын Шарль.
27 марта 2023 года в родильном доме имени великой герцогини Шарлотты в Люксембурге на свет появился второй сын пары. Принц получил имя Франсуа Анри Луи Мария Гийом. Вес новорождённого 3,575 кг и рост 53 см.

## Награды
- Кавалер Ордена Золотого Льва дома Нассау[6][7]
- Кавалер Большого креста Гражданского и военного ордена заслуг Адольфа Нассауского[7]
- Кавалер Большого креста ордена Дубовой короны[8][9]
- Кавалер Большого креста ордена Оранских-Нассау (Нидерланды)[10]
- Кавалер Большого креста ордена «За заслуги пред Итальянской Республикой» (Италия, 30 января 2010 года)[11]
- Орден Двойного белого креста II степени (Словакия, 7 сентября 2005 года)[12]
- Великий офицер ордена Почётного легиона (Франция, 5 марта 2015 года)
- Большой крест ордена Ависса (Португалия, 23 мая 2017 года)